# Січова Валентина Іванівна
Валентина Іванівна Січова (нар. 9 квітня 1952, село Веселий Поділ, тепер П'ятихатського району Дніпропетровської області) — українська діячка, виконувач обов'язків голови Херсонської обласної державної адміністрації (2015—2016 рр.).

## Життєпис
Освіта вища. Закінчила Херсонський індустріальний інститут за спеціальністю бухгалтерський облік і аналіз господарської діяльності, здобула фах економіста.
У липні 1970 — березні 1971 року — лаборант-пробороздільник, у березні — жовтні 1971 року — статист хімічної лабораторії державної інспекції з якості південних руд «Гікпівденьруда» у місті Кривому Розі Дніпропетровської області.
У жовтні 1971 — квітні 1972 року — учениця кокономотальниці, у квітні 1972 — травні 1975 року — кокономотальниця 5-го розряду кокономотального цеху Запорізької шовкомотальної фабрики Запорізької області.
У липні 1975 — серпні 1976 року — оператор зв'язку 96-го відділення зв'язку Жовтневого районного цеху зв'язку у місті Кривому Розі Дніпропетровської області.
У серпні 1976 — березні 1978 року — учень Криворізького технікуму радянської торгівлі Дніпропетровської області.
У квітні 1978 — січні 1979 року — бухгалтер Херсонського ремонтно-монтажного комбінату. У січні — серпні 1979 року — економіст магазину «Океан» у місті Херсоні. У серпні 1979 — квітні 1981 року — головний бухгалтер Херсонської дорожньо-будівельної дільниці тресту «Облміжколгоспшляхбуд».
У квітні 1981 — серпні 1984 року — старший ревізор Управління торгівлі Херсонського обласного виконавчого комітету.
У серпні 1984 — березні 1985 року — бухгалтер військової частини польова пошта 29121 у Демократичній Республіці Афганістан. У березні 1985 — вересні 1986 року — інструктор з обліку партійних і комсомольських документів військової частини польова пошта 16411 у Демократичній Республіці Афганістан.
У листопаді 1986 — квітні 1987 року — економіст відділу праці та заробітної плати Управління торгівлі Херсонського обласного виконавчого комітету. У квітні 1987 — березні 1992 року — старший ревізор контрольно-ревізійного відділу Херсонського обласного виконавчого комітету.
У березні — серпні 1992 року — ревізор за строковим трудовим контрактом незалежної аудиторської фірми «Пріоритет» міста Херсона. У серпні 1992 — березні 1994 року — головний бухгалтер комерційного підприємства «Меркурій» міста Херсона.
У квітні — липні 1994 року — бухгалтер, у липні 1994 — червні 1995 року — бухгалтер-аудитор, у червні 1995 — листопаді 1996 року — генеральний директор українсько-італійського ТОВ «Дніпро інжиніринг енд констракшн ЛТД» міста Херсона. Одночасно, у квітні 1994 — листопаді 2014 року — директор приватного підприємства «Аудит-гарант» міста Херсона.
У листопаді 2014 — 2017 року — 1-й заступник голови Херсонської обласної державної адміністрації.
18 грудня 2015 — 28 квітня 2016 року — виконувач обов'язків голови Херсонської обласної державної адміністрації.